# برلين القديمة
برلين القديمة ("Alt-Berlin") وهو حي يقع في مدينة برلين في مته. وهي جزء من بلدة ميته. في القرن الثالث عشر كانت المدينة الشقيقة لـ كولن القديمة. وتقع في جزيرة نهر شبريه الشمالية في مرغريفية براندنبورغ.

## تاريخ

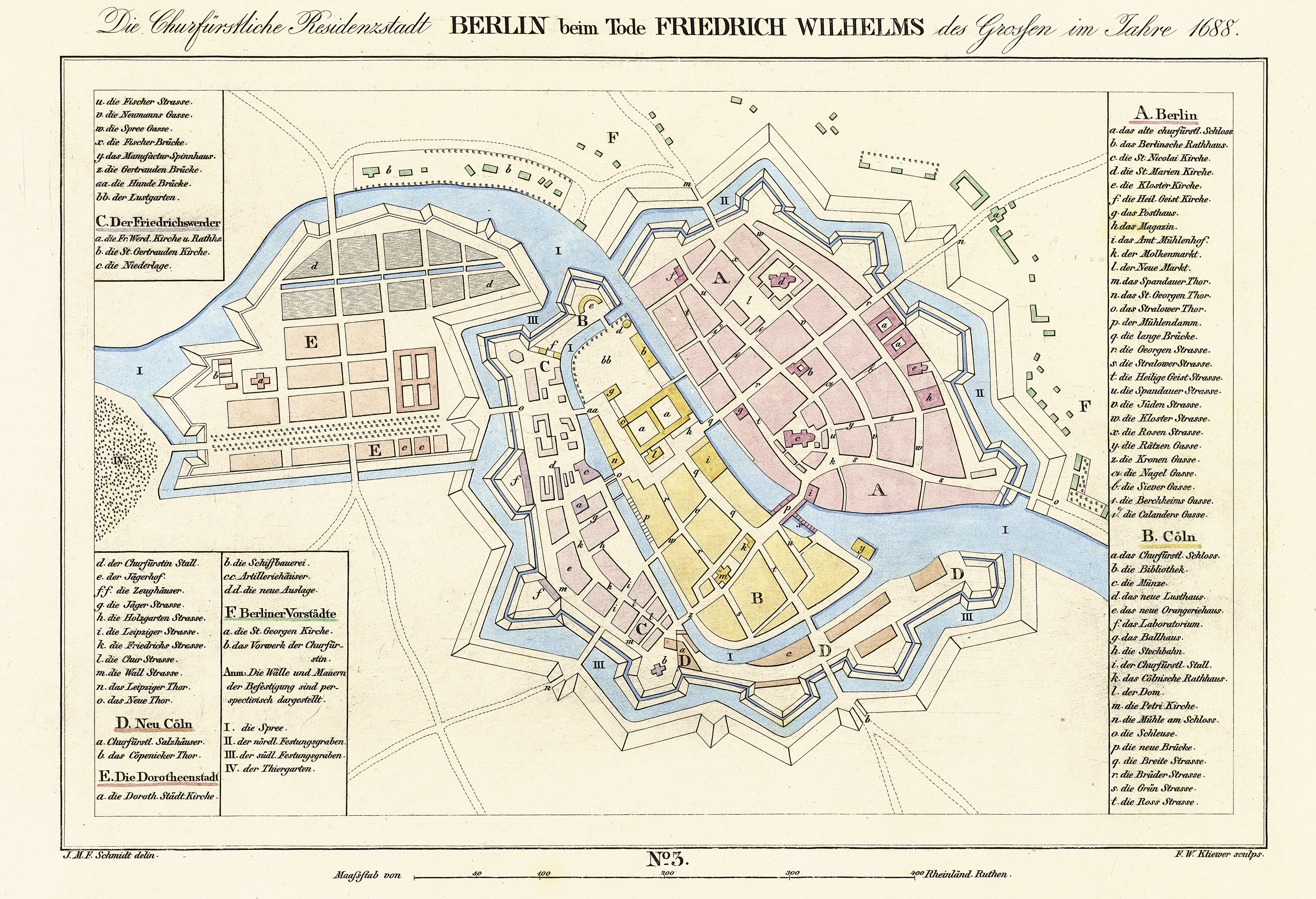
خريطة وسط برلين لعام 1688 مع Altberlin باللون الوردي

تم ذكر برلين القديمة لأول مرة في عام 1244. وهي تمثل النواة الأصلية لمدينة برلين الحديثة. وتم بناء أول حصن حجري للدفاع عن المدينة عام 1250. وفي عام 1251 اعتبرت برلين القديمة كمدينة لاول مرة. وفي عام 1280 حصلت برلين على حق سك العملة. في تلك الفترة ظهر لأول مرة شعار النبالة الخاصة ببرلين القديمة. بالقرب من رمز العقاب الإمبراطوري وهما دبان منمقان أسلاف الدب الذي يخذ حاليًا كرمز للمدينة. في 20 مارس 1307 اتحدت المدينة مع كولن (واخذ اسم برلين) لتشكيل نقابة تجارية في الأمور السياسية والأمنية وشاركت في الرابطة الهانزية .

## معرض الصور

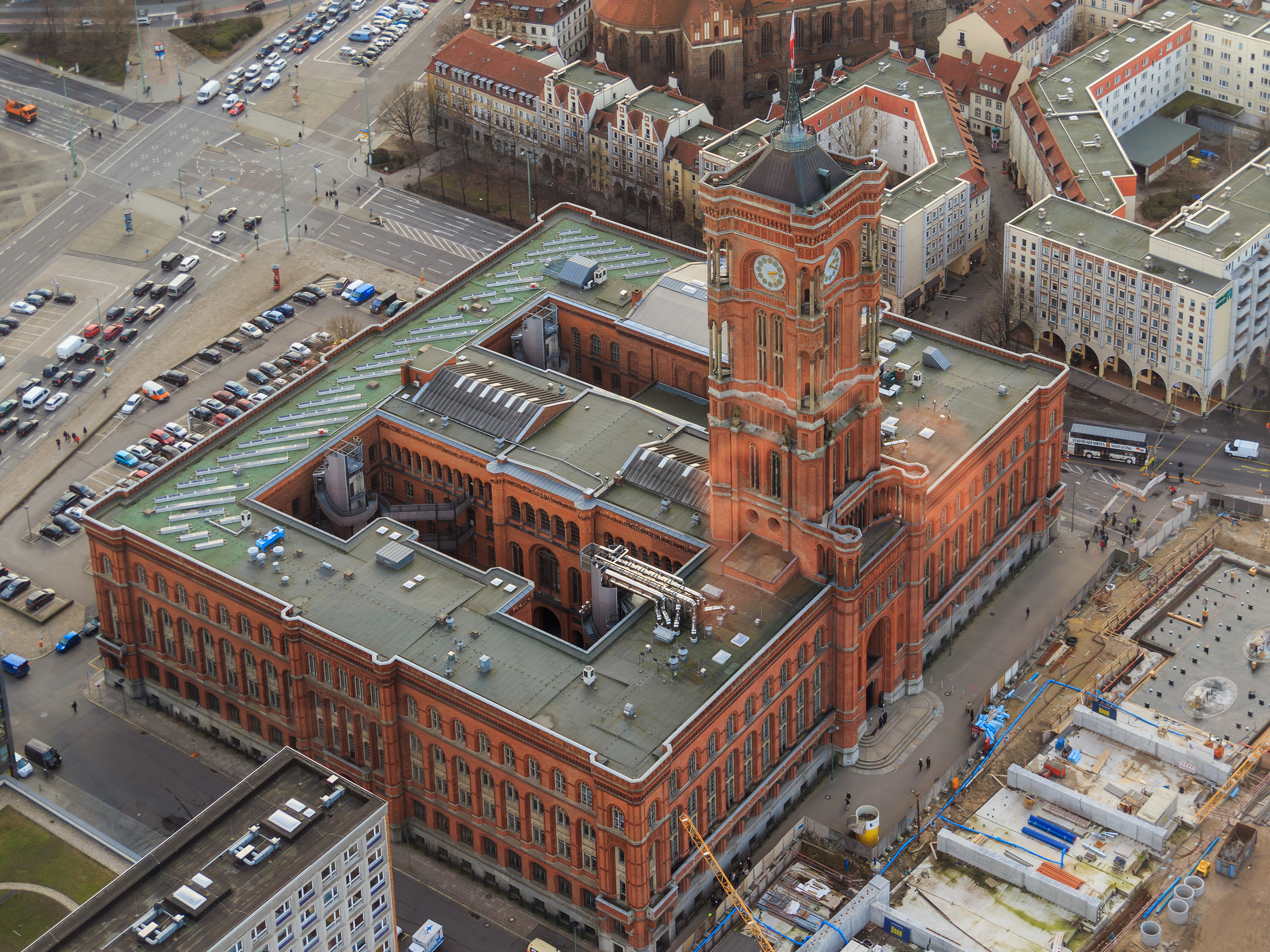
روتس راثاوس ، مجلس مدينة برلين
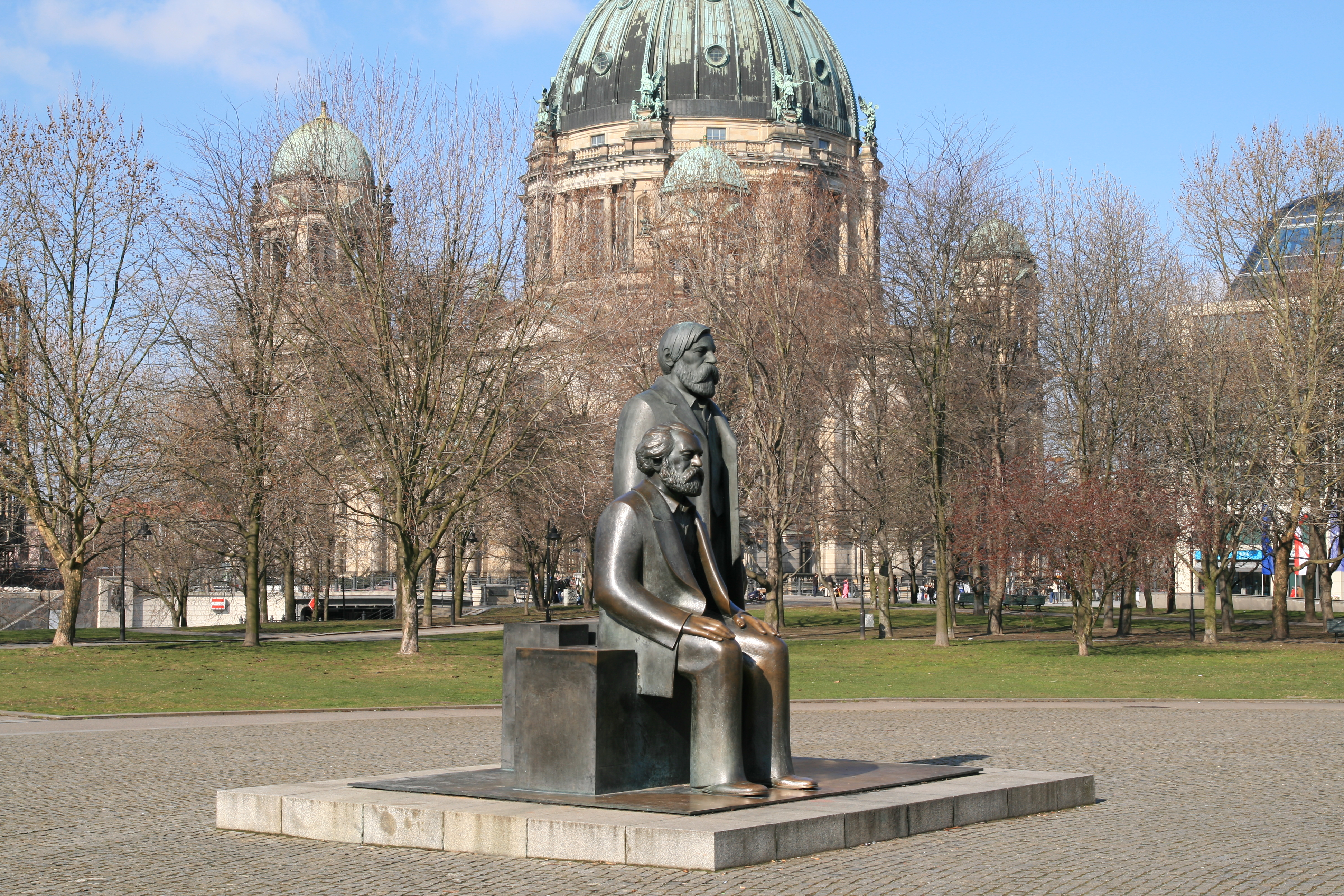
منتدى ماركس انجلز  [لغات أخرى]‏
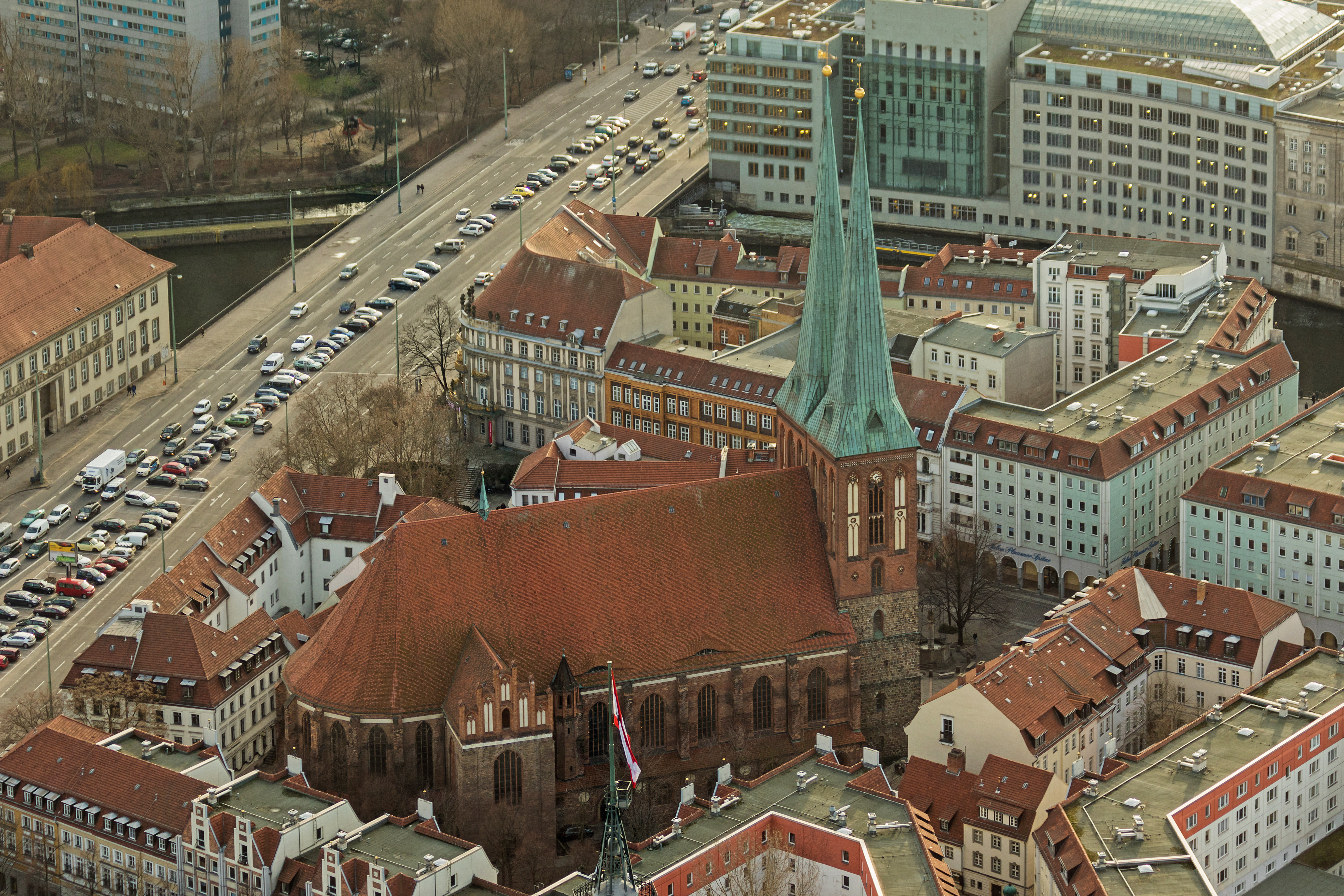
منظر جوي ل كنيسة نيكولاي  [لغات أخرى]‏ في نيكولايفيرتيل
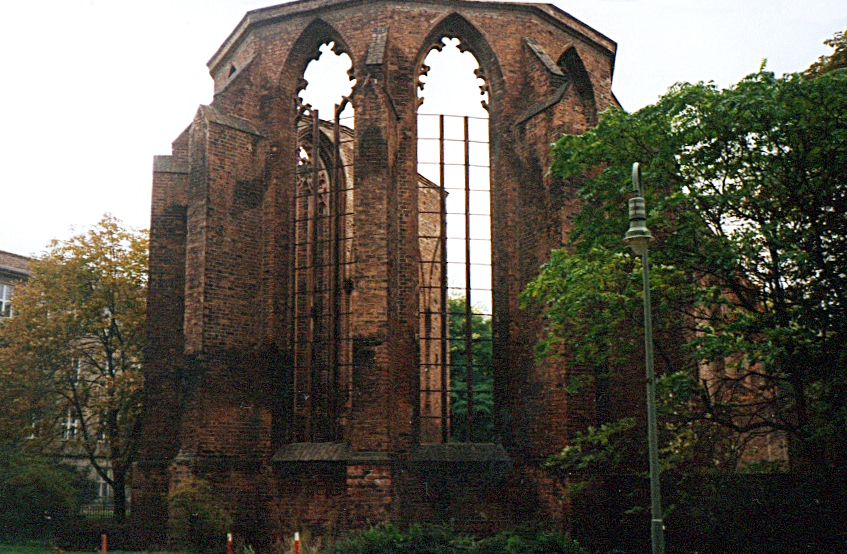
أنقاض ما يسمى بـ "دير الرمادي"